# 2476 Andersen
2476 Andersen è un asteroide della fascia principale del diametro medio di circa 21,32 km. Scoperto nel 1976, presenta un'orbita caratterizzata da un semiasse maggiore pari a 3,0200911 UA e da un'eccentricità di 0,1209076, inclinata di 10,83424° rispetto all'eclittica.
L'asteroide è dedicato al poeta e scrittore danese Hans Christian Andersen.